# Stärte
Stärte är en by i Östervåla socken, Heby kommun.
Byn omtalas första gången 1366 ('i stærtø'), tingsprotokoll som nu är försvunnet och endast bevarat i avskrift av Olof Celsius den äldre). Namnet är en dativ singularform av den obrutna variantformen stæarter till fornsvenska stiærter som betyder stjärt. Förmodligen är det något i bebyggelsen som liknat en stjärt, vad är oklart. Möjligen handlar det om Stärte ägor som har en långsmal utsträckning mot Östervåla sockens norra gräns. Ett Stärte finns även i Österfärnebo socken på andra sidan Dalälven. På 1500-talet i de äldsta jordeböckerna utgjordes Stärte av tre hela mantal skatte, varav ett med utjord i byn Hovberga och en skatteutjord som hörde till byn Åkerby. En av gårdarna (Norrgården) övergick senare mestadels i kronohänder och anges vid storskiftet 1760 som 5/6 krono och 1/6 skatte.
Byn hade sina fäbodar vid Stärtevallen, som dock syns ha övergetts redan i början av 1800-talet. Bland torp på ägorna märks Dalen, Forstorp, Hammarbacken, Kartan, Svedbodal/Marieberg, Mossbo, och Solvallen (som tidigare räknades till Ettinga).